# Homoneura multicornuta
Homoneura multicornuta är en tvåvingeart som beskrevs av Mitsuhiro Sasakawa 1991. Homoneura multicornuta ingår i släktet Homoneura och familjen lövflugor. Inga underarter finns listade i Catalogue of Life.